# 京都府南丹広域振興局
京都府南丹広域振興局 (きょうとふ なんたんこういきこうしんきょく) とは、京都府の南丹地域を管轄する府の出先機関である。
主に府政に関する案内・相談、消防防災、パスポートの発給や府の税金の課税、収納、納税相談、企業誘致など幅広い業務を行っている。

## 管轄地域

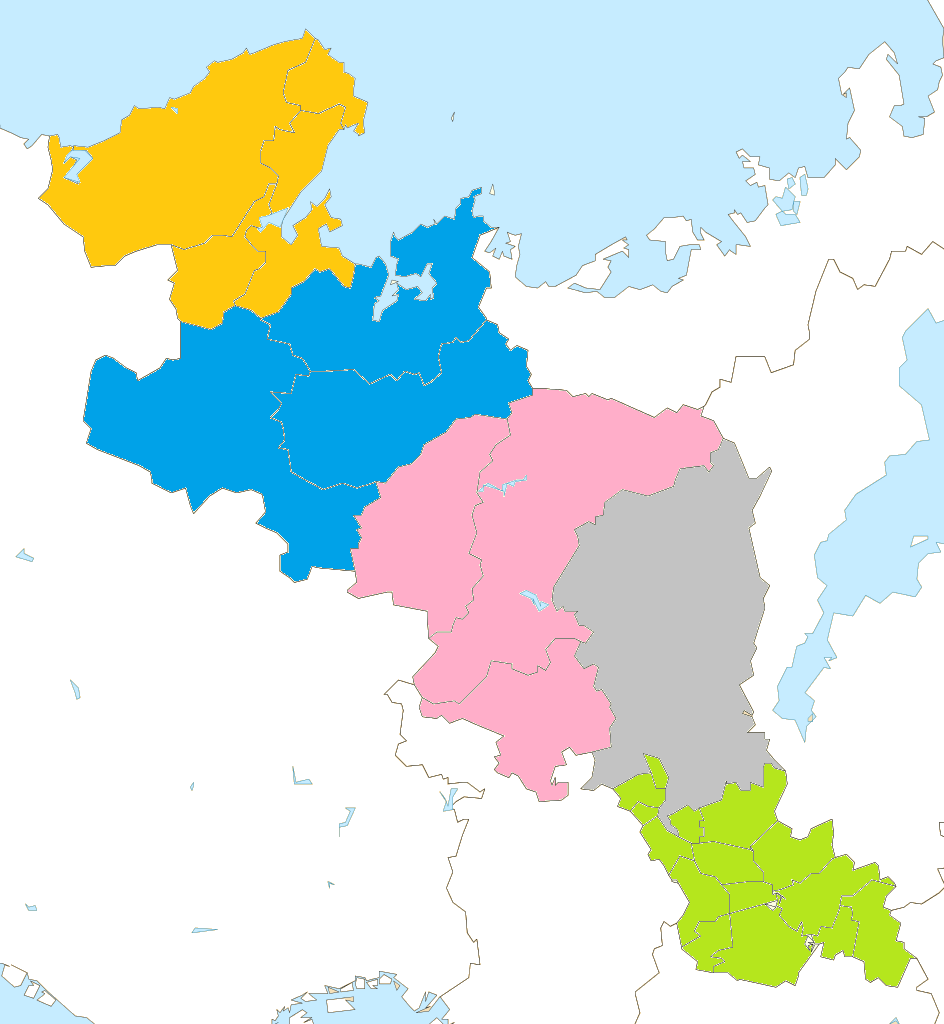
京都府 地域区分図
丹後地域
中丹地域
南丹地域 京都市域
山城地域

| 丹後地域 中丹地域 南丹地域 | 京都市域 山城地域 |

当局は2市1町が管轄地域となっている。

### 南丹地域
- 亀岡市
- 南丹市
- 京丹波町

## 部署
- 地域連携・振興部
  - 総務防災課
  - 園部地域総務防災課
  - 税務課
  - 企画・連携推進課
- 健康福祉部
  - 南丹保健所
- 農林商工部
  - 農商工連携・推進課
    - 総務・農地指導係
    - 地域戦略・野生鳥獣係
    - 農畜産振興係
    - 商工労働観光係

  - 森づくり振興課
  - 地域づくり振興課
  - 南丹農業改良普及センター
- 建設部
  - 南丹土木事務所